# Władysław Pogrobowiec

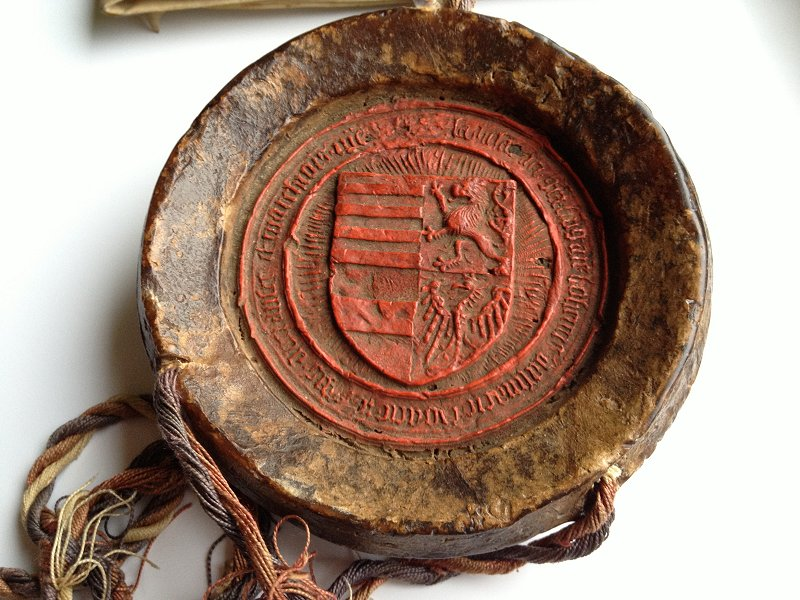
Pieczęć Władysława Pogrobowca króla Czech i Węgier. Przywilej dla miasta Waralaya / Podegrodzie Spiskie, dokument pergaminowy, Buda 1.05.1456. Pieczęć z czerwonego wosku (Ø 68 mm) w woskowej miseczce (Ø 100 mm). Kolekcja prywatna.

Władysław Pogrobowiec (ur. 22 lutego 1440 w Komarnie, zm. 23 listopada 1457 w Pradze) – książę Austrii (od 1453 arcyksiążę) w latach 1440–1457, król Czech (Ladislav Pohrobek), Węgier i Chorwacji (jako Władysław V) w latach 1453–1457 z dynastii Habsburgów. Syn króla niemieckiego, Czech i Węgier Albrechta II Habsburga i Elżbiety Luksemburskiej, córki cesarza, króla Czech i Węgier Zygmunta Luksemburskiego. Urodził się cztery miesiące po śmierci ojca i dlatego został nazwany Pogrobowcem.

## Życiorys
Węgierscy posiadacze ziemscy wybrali Władysława III Warneńczyka, króla Polski, na swojego króla jako Władysława I (węg. I. Ulászló), ale matka Władysława Pogrobowca uknuła spisek, w ramach którego jej dwórka, Helena Kottannerin ukradła koronę z Wyszegradu i zawiozła ją do Wiener Neustadt. Według legendy, krzyż na koronie jest krzywy, ponieważ został uszkodzony podczas transportu. Elżbieta wymusiła na prymasie koronację niemowlęcia w Székesfehérvárze 15 maja 1440, gdzie, ze względów bezpieczeństwa, umieściła swoje dziecko pod ochroną jego wuja, króla niemieckiego Fryderyka III Habsburga (władcy Styrii i Karyntii), który to w rzeczywistości trzymał Władysława jako więźnia na Zamku Orth i sam rządził Austrią.
W sferze wojskowej obronę praw Władysława Pogrobowca do korony węgierskiej złożyła Elżbieta w ręce doświadczonego kondotiera, Czecha Jana Jiskry. Ten, na czele pięciotysięcznego oddziału, złożonego w znacznej części z byłych żołnierzy wojsk husyckich, zajął wkrótce zachodnią i północną część kraju, w tym Spisz i bogate miasta górnicze środkowej Słowacji. Po śmierci Elżbiety (1442) pozwoliło mu to na występowanie jeszcze przez dłuższy czas w obronie interesów nieletniego króla.
Po śmierci Władysława Warneńczyka podczas bitwy pod Warną (10 listopada 1444), węgierscy możnowładcy, mimo znaczącej opozycji, wybrali Władysława Pogrobowca na swojego króla. Wysłali delegację do Wiednia, która zażądała od cesarza oddania dziecka i korony, lecz Fryderyk pierwotnie odmówił spełnienia tych żądań. W Czechach jako regent rządził Jerzy z Podiebradów, natomiast na Węgrzech – tzw. Rada Siedmiu, w skład której weszli m.in. Jan Jiskra i Jan Hunyady. Po rozwiązaniu Rady przez Sejm w 1446 r. władzę w imieniu Pogrobowca – jako regent – objął Hunyady. Pozostawał on w stanie permanentnej wojny z Janem Jiskrą, występującym w dalszym ciągu jako obrońca nieobecnego króla i dzierżącym w jego imieniu ziemie dzisiejszej Słowacji.
Od roku 1450 rósł nacisk wywierany przez arystokrację na cesarza, by uwolnił dziecko. W roku 1452 znaczący posiadacze ziemscy dołączyli do konfederacji ustanowionej w mieście Mailberg pod przywództwem Ulricha z Eyczingu i Ulryka II Cylejskiego, przy pomocy której uwolnili go siłą. Cylejczyk, kuzyn matki Władysława, zwyciężył później Eyczinga i sam został obrońcą dziecka, co oznaczało również przejęcie faktycznej władzy.
28 października 1453 Władysław Pogrobowiec – w wieku 13 lat – został koronowany na króla Czech i od tego czasu większość czasu spędzał w Pradze i Wiedniu. W związku z tym, że Cylejczyk stawał się coraz bardziej nieprzyjazny Janowi Hunyadyemu, który ponosił największy ciężar wojny z Turkami, był on (a więc Władysław razem z nim) neutralny w stosunku do groźby tureckiej. Po śmierci Hunyadyego, Władysław mianował Cylejczyka naczelnikiem Węgier podczas zgromadzenia ustawodawczego w Futtak (październik 1456). Kiedy podczas oblężenia Belgradu Cylejczyk został zamordowany przez Władysława Hunyadyego (w akcie zemsty za próbę morderstwa na nim z 9 listopada 1456), Władysław zarządził ścięcie młodego Węgra, które zostało przeprowadzone 16 marca 1457. Spowodowało to tak duże niepokoje na terenie Węgier, że Władysław musiał uciekać do Pragi, gdzie spędził ostatni rok swojego życia.
Zmarł nieoczekiwanie 23 listopada 1457, w trakcie aranżowania mariażu z Magdaleną, córką Karola VII, króla Francji. Podejrzenie, że został zamordowany przez Jerzego z Podiebradów lub innego wroga politycznego, obalono dopiero w 80. latach XX wieku. Z badań antropologicznych wynika, że umarł na białaczkę. Jego następcą na tronie austriackim był Fryderyk III Habsburg, na węgierskim – Maciej Korwin z rodziny Hunyadych, na czeskim – wcześniej wspomniany Jerzy z Podiebradów, jedyny husycki władca jego królestwa.

## Genealogia
| Albrecht IV Habsburg ur. 19 IX 1377 zm. 14 IX 1404 | Albrecht IV Habsburg ur. 19 IX 1377 zm. 14 IX 1404 |                                                     |                                                     | Joanna Wittelsbach 1) ur. 1373 zm. 17 X 1410 | Joanna Wittelsbach 1) ur. 1373 zm. 17 X 1410 |  |  | Zygmunt Luksemburski ur. 14/15 II 1368 zm. 9 XII 1437 | Zygmunt Luksemburski ur. 14/15 II 1368 zm. 9 XII 1437 |                                                         |                                                         | Barbara Cylejska ur. 1390/95 zm. 11 VII 1451 | Barbara Cylejska ur. 1390/95 zm. 11 VII 1451 |
|                                                    |                                                    |                                                     |                                                     |                                              |                                              |  |  |                                                       |                                                       |                                                         |                                                         |                                              |                                              |
|                                                    |                                                    |                                                     |                                                     |                                              |                                              |  |  |                                                       |                                                       |                                                         |                                                         |                                              |                                              |
|                                                    |                                                    | Albrecht II Habsburg ur. 16 VIII 1397 zm. 27 X 1439 | Albrecht II Habsburg ur. 16 VIII 1397 zm. 27 X 1439 |                                              |                                              |  |  |                                                       |                                                       | Elżbieta Luksemburska ur. 28 II 1409 zm. 19/25 XII 1442 | Elżbieta Luksemburska ur. 28 II 1409 zm. 19/25 XII 1442 |                                              |                                              |
|                                                    |                                                    |                                                     |                                                     |                                              |                                              |  |  |                                                       |                                                       |                                                         |                                                         |                                              |                                              |
|                                                    |                                                    |                                                     |                                                     |                                              |                                              |  |  |                                                       |                                                       |                                                         |                                                         |                                              |                                              |
|                                                    |                                                    |                                                     |                                                     |                                              |                                              |  |  |                                                       |                                                       |                                                         |                                                         |                                              |                                              |

|  |  |  |  | Władysław Pogrobowiec ur. 22 II 1440 zm. 23 XI 1457 |  |  |  |  |  |
|  |  |  |  |                                                     |  |  |  |  |  |
|  |  |  |  |                                                     |  |  |  |  |  |

| 1. córka Albrechta I Wittelsbacha, syna Ludwika IV Bawarskiego, i Małgorzaty Brzeskiej, córki Ludwika I brzeskiego |